# Theresa Hanich
Theresa Hanich (* 1983 in Starnberg) ist eine deutsche Schauspielerin.

## Leben
Theresa Hanich sammelte erste Schauspielerfahrungen in der Theatergruppe des Ludwigsgymnasiums und den Schauspielgruppen des gemeinnützigen Münchner Vereins Theaterspielhaus. Nach dem Abitur studierte sie drei Semester Politikwissenschaft, Kunstgeschichte und Theaterwissenschaft. Ab 2004 erhielt sie eine Schauspielausbildung an der Neuen Münchner Schauspielschule von Ali Wunsch-König, die sie 2007 beendete. Ihr Bruder ist der Maler Philipp Hanich.

### Theater
Als Teil des Jungen Schauspiel Ensemble München von Michael Stacheder spielte sie ab 2007 unter anderem die Rolle der Marlies in Mit dem Gurkenflieger in die Südsee, Sophie Scholl in Die Weiße Rose – Aus den Archiven des Terrors, Gusti Pflegner in Im Spiel der Sommerlüfte, Mala Zimetbaum in Mala und Edek – Eine Geschichte aus Auschwitz sowie Kathie in der Uraufführung von Kalteis. Am Theater Plan B von Andreas Wiedermann stand sie ab 2014 als Anja in Juri von Fabrice Melquiot, in Fremdkörper und als Arkadina in Die Möwe auf der Bühne.
Hanich war eine der Mitbegründerin der Theatergruppe Stückwerk, die sich 2014 auflöste. 2015 gründete sie das Theater Mathilde Westend an der Gollierstraße in München, das sie seitdem leitet und wo sie selbst auftrat, unter anderem mit dem Monolog Der Liebesbeweis, als Vita Sackville-West in Vita & Virginia und mit Jane Eyre. Dem Theater gab sie den Vornamen ihrer 2014 verstorbenen Großmutter, die am Residenztheater einige kleinere Rollen gespielt hatte.

### Fernsehen
Im Fernsehen war sie unter anderem im ARD-Fernsehfilm Kommissar Pascha (2016) sowie der Fortsetzung Bierleichen. Ein Paschakrimi (2017) von Regisseur Sascha Bigler an der Seite von Tim Seyfi als Zeki Demirbilek und Almila Bagriacik als Jale Cengiz in der Rolle der Ermittlerin Isabel Vierkant zu sehen. In der Folge Leben und Sterben in Schwabing (2018) der ZDF-Krimireihe München Mord verkörperte sie ebenfalls unter der Regie von Sascha Bigler die Rolle der Zeugin Mia Kitzing.
Episodenrollen hatte sie beispielsweise in Hubert & Staller, Lena Lorenz, Die Rosenheim-Cops und In aller Freundschaft – Die jungen Ärzte. 2018 stand sie für Dreharbeiten zum Münchner Tatort One Way Ticket von Rupert Henning vor der Kamera, in dem sie die Rolle der NGO-Mitarbeiterin Amelie Seitz spielte.

## Filmografie (Auswahl)
- 2011: Aktenzeichen XY … ungelöst (Fernsehreihe, eine Folge)
- 2013: Tatort: Aus der Tiefe der Zeit (Fernsehreihe)
- 2014: Die reichen Leichen. Ein Starnbergkrimi
- 2015: Hubert & Staller – Tod an Loch 6 (Fernsehserie)
- 2016: Tatort: Das Recht, sich zu sorgen (Fernsehreihe)
- 2016: Kommissar Pascha (Fernsehreihe)
- 2017: Bierleichen. Ein Paschakrimi (Fernsehreihe)
- 2018: Lena Lorenz – Mutter für drei Tage (Fernsehserie)
- 2018: Zimmer mit Stall – Ab in die Berge (Fernsehreihe)
- 2018: Deutschlands große Clans – Die Otto-Versand-Story
- 2019: München Mord: Leben und Sterben in Schwabing (Fernsehreihe)
- 2019: Nimm Du ihn
- 2019: Die Rosenheim-Cops – Eine geliebte Schwester
- 2019: In aller Freundschaft – Die jungen Ärzte – Hundstage
- 2019: Tatort: One Way Ticket (Fernsehreihe)
- 2019: Schwarzach 23 und das mörderische Ich (Fernsehreihe)
- 2020: Der Beischläfer (Fernsehserie)
- 2020: Kinder und andere Baustellen
- 2021: Um Himmels Willen: Späte Wahrheit (Fernsehserie)
- 2021: Polizeiruf 110: Bis Mitternacht (Fernsehreihe)
- 2022: Hubert ohne Staller – Das verräterische Herz  (Fernsehserie)
- 2022: Die Glücksspieler (Fernsehserie)